# Primera Junta de Gobierno Autónoma de Quito
La Primera Junta de Gobierno Autónoma de Quito fue un gobierno ejecutivo que se creó en el territorio de la Provincia de Quito a raíz de la invasión napoleónica a España, y que dio inicio al proceso revolucionario que se extendería hasta 1812. Esta revolución, tuvo lugar en la ciudad de Quito el 10 de agosto de 1809, después del derrocamiento de Manuel Ruiz Urriés de Castilla y Pujadas, conde de Ruiz de Castilla, presidente de la Real Audiencia de Quito, por un grupo de sublevados que formaron una junta de gobierno provisional.
A este evento se le conoce en el Ecuador y otros países de la región como Primer Grito de Independencia Hispanoamericano, debido a que constituyó el inicio del proceso de emancipación de Hispanoamérica. Además, a los gestores de este hecho se les conoce como los patriotas del 10 de agosto de 1809. De los participantes en la sonada, 32 acabaron siendo encarcelados y luego asesinados por órdenes de Ruiz de Castilla en el Motín del 2 de agosto de 1810.
Esta revolución fue liderada por un grupo de intelectuales; doctores, marqueses y criollos residentes en la ciudad de Quito, se instaló en el poder bajo la administración de quiteños y no de españoles peninsulares. Los sucesos de Quito se extendieron desde 1809 a 1812 y tuvieron amplia repercusión en toda la América Latina y fueron el germen de la independencia.

## Antecedentes
El pueblo de Quito vio afectados sus intereses por las medidas tomadas por el Gobierno colonial, al mismo tiempo que los ideales de la Ilustración y la Revolución francesa, fueron propagados por intelectuales como Eugenio Espejo y José Mejía Lequerica, que los extendieron entre todas las clases sociales de la población. La decadencia del régimen colonial español que era evidente en todo el continente, fue un detonante para intentar una sublevación contra el régimen, disfrazada bajo las llamadas máscaras de Fernando VII, en las que se fingía lealtad al rey español para evitar represiones, pero que tenían como fin lograr un gobierno autónomo. 
El 6 de octubre de 1808 el Cabildo de la ciudad de Quito recibe las noticias de la invasión napoleónica a España y las Capitulaciones de Bayona, por las que Fernando VII abdicó la corona en el emperador francés Napoleón Bonaparte. Este tema se discutía con frecuencia en varias reuniones a las que asistían tanto los nobles locales, como intelectuales liberales influidos por la Ilustración.
El más conocido entre estos capítulos es el llamado Complot de Navidad, que tuvo lugar el 25 de diciembre de 1808 durante una reunión efectuada en la Hacienda Chillo-Compañía, propiedad de Juan Pío Montúfar, II marqués de Selva Alegre. En ella los invitados discutieron los acontecimientos que estaban sucediendo en España con motivo de la invasión napoleónica, así como la crisis socioeconómica que vivía gran parte de la Audiencia a causa de las reformas borbónicas, todo ello con planes autonomistas para Quito.
El 22 de febrero de 1809, Pedro de Montúfar, que ejercía como alcalde de Quito, recibió varias cartas de la Junta Central Suprema en las que se solicitaba que el Cabildo demostrase la fidelidad de la ciudad al depuesto rey Fernando VII, enviando cartas al virrey de Nueva Granada y a los Infantes de España; por ello el 17 de marzo se acordó el reconocimiento a la Junta Central como representante de la autoridad del Rey hasta que se consiga su restablecimiento en el trono, así como una ceremonia religiosa en la Catedral donde el Cabildo, el tribunal de la Real Audiencia y el cuerpo militar, jurasen dicha lealtad.
Sin embargo, el Complot de Navidad con planes autonomistas para Quito, salió a la luz pública los últimas días de febrero, cuando fue denunciado a los españoles por unos sacerdotes mercedarios a los que el coronel Salinas había hecho partícipes del plan buscando apoyo de esa congregación religiosa. El presidente Manuel Ruiz Urriés de Castilla ordenó apresar a Juan de Dios Morales, Nicolás de la Peña, el cura José Riofrío, el mismo Salinas y otros asistentes a la reunión decembrina; aunque luego tuvo que liberarlos por falta de pruebas, ya que los expedientes del proceso fueron extraídos de la oficina del secretario que lo llevaba.
Ante lo que las autoridades españolas de la Presidencia consideraban ya una tentativa innegable de sublevación de los quiteños, estas enviaron un comunicado al Cabildo que fue leído el 25 de abril, en el que se refiere a la reunión de diciembre en la hacienda del Marqués de Selva Alegre como «una Junta que se ha supuesto iba a entablarse contra el Gobierno actual» y se solicitaba que se detenga, denuncie e investigue estos movimientos que manchaban la imagen de lealtad de la ciudad.
Durante la noche del 9 a la madrugada del 10 de agosto de 1809 en casa de Manuela Cañizares, dama quiteña comprometida con la causa independentista. Decidieron reunirse un grupo conformado por nobles criollos, doctores, marqueses con el objetivo de organizar una junta suprema de gobierno. En esta junta se designó a Juan Pío Montufar Marqués de Selva Alegre como Presidente, el obispo Cuero y Caicedo como vicepresidente, en el despacho del Interior a Juan de Dios Morales, en el de Gracia y Justicia a Manuel Rodríguez de Quiroga y en el de Hacienda a Juan Larrea.

## El 10 de agosto

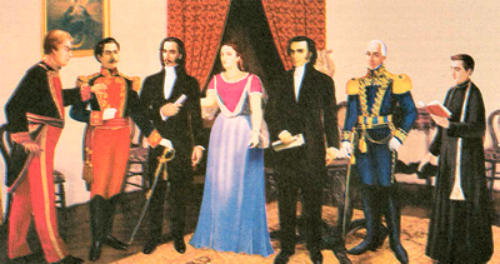
Reunión de los próceres en la casa de Manuela Cañizares. Óleo sobre lienzo, autor desconocido (inicios del siglo XX).

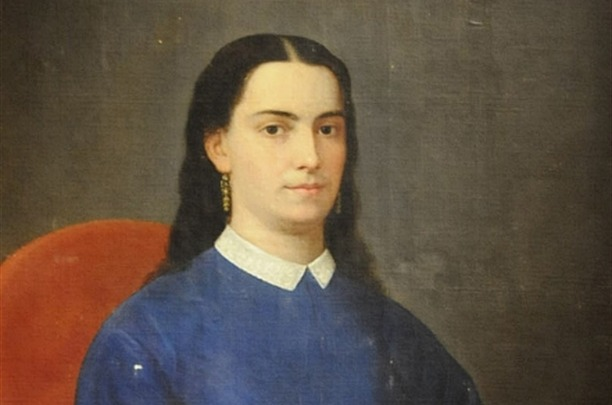
Doña Manuela Cañizares.

En la mañana del 10 de agosto de 1809 los patriotas sorprendieron a los comandantes españoles de la guarnición de Quito y sitiaron el Palacio Real, actual Palacio de Carondelet, con el fin de entregar al conde Ruiz de Castilla, quien era el presidente de la Real Audiencia, el oficio mediante el cual se le había cesado de sus funciones. El apoyo de los 177 soldados de la guarnición colonial fue clave para el triunfo de la revuelta, ya que plegaron a ella sin que se produjeran enfrentamientos armados. La tropa se formó en la Plaza de la Independencia, al mando de Salinas, cerca de las cinco de la mañana. 
El doctor Antonio Ante se presentó, según relata el historiador Pedro Fermín Cevallos, en el Real Palacio antes de las seis de la mañana y exigió que despertaran al presidente de la Real Audiencia, para entregarle el siguiente oficio:

"El actual estado de incertidumbre en que está sumida la España, el total anonadamiento de todas las autoridades legalmente constituidas, y los peligros a que están expuestas la persona y posesiones de nuestro muy amado Fernando VII de caer bajo el poder del tirano de Europa, han determinado a nuestros hermanos de la Península a formar gobiernos provisionales para su seguridad personal, para librarse de las maquinaciones de algunos de sus pérfidos compatriotas indignos del nombre español, y para defenderse del enemigo común. Los leales habitantes de Quito, imitando su ejemplo y resueltos a conservar para su Rey legítimo y soberano señor esta parte de su reino, han establecido también una Junta Soberana en esta ciudad de San Francisco de Quito, a cuyo nombre y por orden de S. E. el Presidente, tengo a honra el comunicar a US. que han cesado las funciones de los miembros del antiguo gobierno.- Dios, etc.- Sala de la Junta en Quito, a 10 de agosto de 1809.- Juan de Dios Morales, Secretario de lo Interior"

Esta supuesta muestra de fidelidad al rey es una estrategia conocida como la máscara de Fernando VII, que fueron una estrategia militar en la que supuestamente se juraba lealtad al rey, pero tenían el único fin de lograr la autonomía sin temor a represalias.
La revolución ejecutada el 10 de agosto de 1809 no dejó dudas sobre el carácter autonomista y liberador del movimiento patriota. Sin embargo, en la misma época, tampoco quedaban dudas de que el movimiento de aquellos criollos patriotas se inspiraba en el pensamiento ilustrado inculcado por Eugenio Espejo (1747-1795) y que, sobre todo, al asumir como suyo el principio de soberanía popular y de representación del pueblo, ejecutaba un acto revolucionario que movilizaba un proyecto autonomista.
El júbilo popular fue inmenso, destaca Pedro Fermín Cevallos:

"A las seis de la madrugada se vio que en la plaza mayor se formaba una gran reunión de hombres, frente al Palacio de Gobierno, y se oyó muy luego una prolongada descarga de Artillería, repiques de campana y alegre bullicio de los vivas y músicas marciales."

Se formó entonces la Junta Soberana de Quito bajo el liderazgo de Juan Pío Montúfar marqués de Selva Alegre; quienes tomaron posesión de la administración de la Audiencia en la sala capitular de San Agustín, el día 16 de agosto.
En consideración a su edad y a que vivía en el Palacio Real, se dejó a Ruiz de Castilla permanecer en él, pero Pedro Fermín Cevallos destaca la prisión de los siguientes funcionarios coloniales:

"el Regente de la Real Audiencia, Bustillos; el Asesor general, Mansanos; el Oidor Merchante, el Colector de rentas decimales, Sáenz de Vergara; el Comandante Villaespeso, el Administrador de Correos, Vergara Gabiria y algunos, aunque pocos, militares sospechosos."

## La Junta
La Junta de Gobierno se titulaba suprema y debía mandar a la Provincia de Quito, y a las de Guayaquil y Popayán si voluntariamente querían unirse. Se atribuyó el tratamiento de majestad, pues pretendía representar al Rey, dio a su presidente el de alteza serenísima y a sus miembros el de excelencia. 
Sobre por qué los quiteños adoptaron estos tratamientos, explica Pedro Fermín Cevallos:

"A la Junta debía darse el tratamiento de Majestad, como tres años después dieron los españoles a las Cortes de España; al presidente el de Alteza serenísima y a cada uno de los miembros el de Excelencia. En la inocente ignorancia en que habían nacido y vivido nuestros padres no comprendieron que, fuera de la ridiculez con que imitaban los insustanciales títulos del gobierno que acababan de echar por tierra, no eran tampoco los mejores para contentar al pueblo inteligente, sin cuya cooperación no podía afianzarse el nuevo. Verdad es que ellos no fueron los únicos de los colonos que se ocuparon en tales farsas, pues los chilenos incurrieron también en igual tratamiento, y más tarde el Congreso de Santafé, compuesto de los diputados de esta provincia."

A pesar de ello, la Junta trazó los primeros bosquejos de la República ecuatoriana, creando sus primeras instituciones, como el Poder Ejecutivo, el Poder Legislativo, el Poder Judicial y las Fuerzas Armadas. El Diez de Agosto contó con masivo apoyo popular, pues cada uno de los barrios de la capital nombró nueve diputados al congreso, que fueron en su mayoría los propios nobles quiteños, como los marqueses de Solanda, Villa Orellana, y Miraflores y profesionales ilustrados como Manuel Zambrano, Manuel de Larrea y Jijón y Manuel Matheu, quienes conformaron por primera vez el Poder Legislativo ecuatoriano. 
Los diputados de la ciudad reunidos en este congreso nombraron también los primeros ministros del Poder Ejecutivo del Estado ecuatoriano: Juan de Dios Morales para Negocios extranjeros y de la Guerra; Manuel Quiroga para Gracia y Justicia y Juan de Larrea para Hacienda. Como secretario particular de la Junta se nombró a Vicente Álvarez. En el mismo documento se fijaron los sueldos de los nuevos funcionarios: el presidente seis mil pesos de sueldo anual, dos mil cada vocal-ministro y mil el secretario particular. Los diputados reorganizaron la guarnición colonial de Quito creando una falange de tres batallones de infantería bajo el mando del coronel Juan de Salinas y del teniente coronel Juan Pablo Arenas, y decretó un alza salarial del 30% para todos los soldados. 
Como una de las principales funciones de la Real Audiencia era la administración de justicia, la Junta la reemplazó con una alta corte, a la que llamaron Senado, compuesta por dos salas: una Civil y otra Criminal, integradas por seis senadores-jueces y presidida por un gobernador (la Civil) y por un regente (la Penal). Ambas salas contaban con fiscales. Por primera vez en la justicia ecuatoriana, la junta ordenó nombrar un protector general de indios, con rango de senador-juez, cargo que recayó en Tomas Arrechaga. Se mantuvo en su cargo al Alguacil Mayor de la Real Audiencia. 
Los diputados advertían que los encargos eran prácticamente obligatorios, pues quienes se negaren a participar serían tenidos "por mal patriotas y vasallos y excluidos de todo cargo público".
Para honrar a quienes dieran servicios distinguidos al nuevo Gobierno, se creó la condecoración de la Orden Nacional de San Lorenzo, vigente en Ecuador hasta la actualidad. 
Aunque en horas de la mañana el doctor Antonio Ante se había presentado ya en el Palacio de la Audiencia para informar a Ruiz de Castilla de su destitución, se le dirigió nuevamente un oficio, informándole que se había constituido la Junta y que esta debía funcionar en el Palacio, por lo que le pedían les permita el acceso a la Sala Principal, en donde se realizó una ceremonia de saludo de las corporaciones y se firmó al Acta del Diez de Agosto.
Ya desde el 10 de agosto, cuando la Junta publicó un Manifiesto al Pueblo, se dejaba claro que, aunque el levantamiento era en nombre del Rey, no es menos cierto que el pueblo estaba cansado de los abusos de los gobernadores y burócratas españoles (mostrando claramente que esta lealtad se trataba de una estrategia):

"Los dulces y pacíficos preceptos de su Religión Santa, el innato amor a sus Reyes y una larga costumbre los ha conservado sumisos y obedientes, en medio del despotismo subalterno más ignominioso, sin atreverse a registrar sino temblando sus profundas heridas y precisados a manifestar en sus semblantes un contento que no podía estar en sus corazones".

En el manifiesto, la Junta denunciaba que antes del Diez de Agosto Ruiz de Castilla ya había detenido "a cinco de sus vecinos más nobles" y que tenía previsto ejecutar a 14 más, solo por el delito de tener "el pensamiento de no sujetarse nunca a Bonaparte y el haber hecho planes para este digno objeto". Al mismo tiempo, los patriotas desconocen la legitimidad del presidente de la Real Audiencia, ya que "la mayor parte de los que le mandan son hechuras del infame Manuel Godoy; la execración del género humano" y le reprochan haber ordenado corridas de toros en honor de los Bonaparte. El manifiesto termina con estas palabras: 

"Juramos a la faz de todo el mundo la verdad de lo expuesto. Hombres buenos e imparciales, de cualquier Nación que seáis, juzgadnos. No os tememos ni debemos temeros".

Los patriotas adoptaron como bandera un pendón rojo con un aspa blanca, para indicar su oposición a España, cuya bandera militar era blanca con el aspa roja de San Andrés o aspa de Borgoña; el emblema fue utilizado por los patriotas quiteños que resistieron el contrataque español en 1812 y fue capturada por las tropas realistas de Toribio Montes y Sámano en la Batalla de Ibarra de diciembre de aquel año. Durante buena parte del siglo XX, por un error en la transcripción del parte de la Batalla de Ibarra, se pensó que el pabellón quiteño había sido totalmente rojo, sostenido en un "asta" blanca. Con ocasión de las celebraciones del Bicentenario del Diez de Agosto, se usó la bandera correctamente representada y se aclaró masivamente el error.
Tan pronto se conocieron los sucesos del Diez de Agosto, los gobernadores españoles de Guayaquil y Cuenca respondieron con la brutalidad habitual en la época:

"Particular actuación contrarrevolucionaria tuvieron, en Cuenca, el Gobernador Melchor de Aymerich (quién años después vencería a los quiteños y sería nombrado presidente de la Real Audiencia, para ser finalmente derrotado por Sucre en el Pichincha) y el Obispo Andrés Quintián Ponte, en contraste con el Obispo José Cuero y Caicedo de Quito, y en Guayaquil, el Gobernador Bartolomé Cucalón y Sotomayor, adoptó severas medidas de represalia. Se ordenó a Francisco Baquero, en Bodegas (Babahoyo), que apresara a todos los quiteños que bajaran de la Sierra, como en efecto se hizo, con secuestro y remate de todos sus bienes, que se les condujera a Guayaquil con grilletes y que se les encerrara en mazmorras. Rigor especial se tuvo con los presos enviados por Aymerich desde Cuenca, a los que encerró con cepos y grilletes, al extremo de que uno de ellos, Joaquín Tobar, Interventor de Correos de Cuenca, murió "con los grilletes puestos".

### Diputados y electores

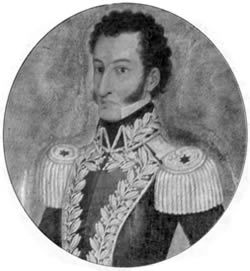
Manuel Matheu y Herrera, representante de San Marcos.

La siguiente tabla muestra los nombres de los electores de cada barrio y sus representantes ante la Junta de Gobierno:
| BARRIO                   | ELECTORES (pueblo soberano)                                                                                      | REPRESENTANTES                                                                   |
| ------------------------ | --- | -------------------------------------------------------------------------------- |
| Del Centro o la Catedral | Manuel Angulo Antonio Pineda Manuel Cevallos Joaquín de la Barrera Vicente Paredes Juan Ante y Valencia          | Juan Pío Montúfar (Marqués de Selva Alegre) Felipe Carcelén (Marqués de Solanda) |
| San Sebastián            | Nicolás Vélez Francisco Romero Juan Pino Lorenzo Romero Manuel Romero Miguel Donoso                              | Manuel Zambrano (Regidor del Ayuntamiento)                                       |
| San Roque                | José Rivadeneira Ramón Puente Antonio Bustamante José Álvarez Diego Mideros Vicente Melo                         | Jacinto Sánchez de Orellana (Marqués de Villa Orellana)                          |
| San Blas                 | Juan Coello Gregorio Flor de la Bastida José Ponce Mariano Villalobos José Bosmediano Juan Inurrigaro y Bonilla  | Manuel de Larrea y Jijón (luego nombrado Marqués de San José)                    |
| Santa Bárbara            | Ramón Maldonado y Ortega Luis Vargas Cristóbal Garcés Toribio de Ortega Tadeo Antonio Arellano Antonio de Sierra | Mariano Flores de Vergara y Jiménez de Cárdenas (Marqués de Miraflores)          |
| San Marcos               | Francisco Javier de Ascázubi José Padilla Nicolás Vélez Nicolás Jiménez Francisco Villalobos Juan Barreta        | Manuel Matheu y Herrera (hijo de los Marqueses de Maenza)                        |

### Conformación del Gobierno
La conformación de las autoridades y cargos dentro de la Junta fue la siguiente:
| Retrato                      | Nombre                                                                         | Cargo                                                | Tratamiento                     |
| Gobierno Ejecutivo           | Gobierno Ejecutivo                                                             | Gobierno Ejecutivo                                   | Gobierno Ejecutivo              |
| ---------------------------- | ------------------------------------------------------------------------------ | ---------------------------------------------------- | ------------------------------- |
|                              | Juan Pío Montúfar Marqués de Selva Alegre                                      | Presidente                                           | Su Alteza Serenísima            |
|                              | Felipe Carcelén Marqués de Solanda                                             | Vicepresidente                                       | Su Excelencia                   |
|                              | Vicente Álvarez                                                                | Secretario                                           | Su Señoría                      |
|                              | Juan de Dios Morales                                                           | Ministro de Negocios extranjeros y Guerra            | Su Excelencia                   |
|                              | Manuel Rodríguez de Quiroga                                                    | Ministro de Gracia y Justicia                        | Su Excelencia                   |
|                              | Juan de Larrea                                                                 | Ministro de Hacienda                                 | Su Excelencia                   |
| Mando del Ejército           |                                                                                |                                                      |                                 |
|                              | Juan de Salinas                                                                | Jefe de la Falange armada                            | Su Señoría, el Coronel          |
|                              | Juan Pablo Arenas                                                              | Auditor General de Guerra                            | Su Señoría, el Teniente Coronel |
| Senado (Sala de lo Civil)    |                                                                                |                                                      |                                 |
|                              | Javier de Ascázubi                                                             | Gobernador del Senado Regente de la Sala de lo Civil | Su Usía Ilustrísima             |
|                              | Pedro Jacinto Escobar                                                          | Decano                                               | Su Usía Ilustrísima             |
|                              | Mariano Merizalde                                                              | Fiscal                                               | Su Señoría                      |
|                              | Pedro de Quiñones Cienfuegos y Flores de Vergara Marqués de Miraflores         | Senador                                              | Su Señoría                      |
|                              | José Salvador                                                                  | Senador                                              | Su Señoría                      |
| Senado (Sala de lo Criminal) |                                                                                |                                                      |                                 |
|                              | Felipe Fuertes Amar                                                            | Regente de la Sala de lo Criminal                    | Su Señoría                      |
|                              | Luis Quijano                                                                   | Decano                                               | Su Usía Ilustrísima             |
|                              | Francisco Xavier de Salazar                                                    | Fiscal                                               | Su Señoría                      |
|                              | José del Corral Antonio Tejada Salvador Murgüeitio Bernardo de León y Carcelén | Senadores                                            | Su Señoría                      |
| Senado (Salas especiales)    |                                                                                |                                                      |                                 |
|                              | Tomás de Aréchaga                                                              | Protector General de Indios                          | Su Señoría                      |
|                              | Antonio Solano de la Sala                                                      | Alguacil Mayor                                       | Su Señoría                      |

### Intento de expansión
Inicialmente la Junta había considerado entre sus proyectos el organizar un ejército de dos mil hombres para defender la ciudad de Quito. Los revolucionarios solicitaron ayuda a los territorios de Cuenca, Guayaquil y Popayán, pero éstos se negaron al enterarse de la campaña que acababa de emprender el virrey del Perú José Fernando de Abascal en contra de la sonada, dejando solos a los quiteños, que contaban con apenas 800 fusiles, y debieron enviar 2000 hombres (solo 200 o 300 armados con fusiles, el resto con lanzas y sables) capitaneados por un inexperto  Francisco Javier de Ascázubi, a tomar Pasto y Popayán, pero la mayoría de sus tropas desertaron y Ascázubi sería apresado por los pastusos.
Los quiteños terminaron rodeados por realistas tanto al norte como al sur, y sufrieron serias dificultades para alimentarse, por lo que fueron fácilmente vencidos por un ejército de cinco mil realistas limeños y neogranadinos que avanzaron arrasando todo a su paso, con el apoyo de Pasto, Guayaquil y Cuenca.

#### Cuenca
Juan de Salinas comprometió al sargento mayor Mariano Pozo, riobambeño de 36 años de edad, para que propagara las ideas independentistas en Cuenca, lugar al que debía viajar con una escolta de catorce soldados para relevar a los que estaban en esa urbe. Los delegados secretos llegaron el 8 de agosto y se entrevistaron con el capitán Francisco García-Calderón sobre los aprestos revolucionarios.
La noticia de los hechos sucedidos en Quito la madrugada del 10 de agosto, fueron conocidos en Cuenca varios días después debido a que Blas Santos, encargado del servicio postal, llevó la nueva al interventor de la Renta de Correos Joaquín Tovar. En esos mismos días, una carta enviada a Mariano Pozo desde Quito fue requisada por José Neyra y Vélez, que la entregó al gobernador Melchor de Aymerich, quien a su vez pidió a Francisco García-Calderón que le cediera los dineros públicos que tenía a su cargo, con el pretexto de levantar tropas e iniciar la marcha sobre la provincia rebelada, pero como no presentó las respectivas libranzas legales, éste se negó.
Mientras tanto, Aymerich había mandado a desarmar la escolta disponiendo la prisión del sargento Pozo y de otros vecinos, a quienes acusó de revolucionarios por simples chismes y delaciones. El 24 de agosto, mientras el alcalde Fernando Guerrero de Salazar y el capitán García-Calderón almorzaban juntos en casa de este último, fueron detenidos por el teniente Manuel Rodríguez y Villagómez, que los condujo a un Cuartel hasta el 5 de septiembre, fecha en que fueron remitidos a Guayaquil.

### Represión española y caída
Las autoridades coloniales cercanas a Quito, desde el primer momento, consideraron que la Junta Soberana era una sublevación independentista y se apresuraron a reprimirla a sangre y fuego. A ningún funcionario español de la época convencieron las declaraciones de fidelidad al rey Fernando VII. 
Poco ayudaron circulares como esta, que envió Quito a los cabildos de las ciudades más cercanas, hablando claramente de conceptos prohibidos por los españoles, como patria, libertad e independencia:

"Quito, Agosto 13 de 1809.- A los Señores Alféreses, Corregidores y Cabildos que existen en los asientos, villas y ciudades.- S. E. El Presidente de Estado, de acuerdo con la Honorable Junta y los Oidores de audiencia en pública convención, me han instruido que dirija a US. una circular en la que acredite y haga saber a todas las autoridades comarcanas que, facultados por un consentimiento general de todos los pueblos, e inspirados; de un sistema patrio, se ha procedido al instalamiento de un Consejo central, en donde con la circunspección que exigen las circunstancias se ha decretado que nuestro Gobierno gire bajo los dos ejes de independencia y libertad; para lo que han convenido la Honorable Junta y la Audiencia nacional en nombrar para Presidente a S. E. el señor marqués de Selva Alegre, caballero condecorado con la cruz del orden de Santiago. Lo comunico a US. para que en su reconocimiento se dirijan por el conducto ordinario letras y oficios satisfactorios de obediencia, después de haber practicado las reuniones y juntas, en las capitales de provincia y pueblos que sean convenientes; y fechas que sean se remitan las actas."

Al mismo tiempo, solo las ciudades más cercanas, como Ibarra, Ambato y Riobamba, se sumaron al movimiento quiteño, mientras que Guayaquil se mantuvo leal al rey y sus autoridades pidieron al virrey del Perú el bloqueo de la costa ecuatoriana para asfixiar a Quito. 
Desde Bogotá y Lima, los virreyes españoles despacharon con suma urgencia tropas para sofocar a la Junta Soberana. En Popayán, el alférez real Gabriel de Santacruz contestó lo siguiente:

"Considerando que arbitrariamente se han sometido los revoltosos quiteños a establecer una Junta sin el previo consentimiento de la de España, y como se nos exige una obediencia independiente de nuestro Rey Don Fernando VII, por tan execrable atentado y en defensa de nuestro monarca decretamos: Art. único. Toda persona de toda clase, edad y condición, inclusos los dos sexos, que se adhiriese o mezclase por hechos, sediciones o comunicaciones en favor del Consejo central, negando la obediencia al Rey, será castigado con la pena del delito de lesa majestad".

En Guayaquil, la opinión también fue contraria a la revolución de Quito. Solo la familia del futuro presidente Vicente Rocafuerte fue invitada por Montúfar y Morales a dar un golpe similar en el puerto, pero el gobernador Cucalón apresó a Rocafuerte y a su cuñado, Jacinto Bejarano, antes de que pudieran actuar. Bejarano era medio hermano de uno de los próceres, Juan Pablo Arenas. Así, poco a poco Quito empezaba a sentir la presión de los ejércitos realistas sobre sus hombros:

"El envío de tropas desde el Norte (de Panamá, Bogotá, Popayán, Pasto y Barbacoas) y desde el Sur (de Lima, Guayaquil y Cuenca), el bloqueo de la costa por parte del Virrey del Perú, General José Fernando Abascal y Sousa, Marqués de la Concordia, era esta la difícil situación de Quito, asediada por estas fuerzas, sin sal, sin armas suficientes y sin pertrechos, originaron el debilitamiento de la Junta.

Desesperado, Montúfar remitió al puerto de Esmeraldas una carta para que se la entreguen a cualquier buque inglés, pidiendo el apoyo de Gran Bretaña para la Junta Soberana. La carta, dirigida "al Gabinete de San James y al augusto monarca de los mares", dice:

"pido como Presidente y a nombre de la Junta Suprema Gubernativa, armas y municiones de guerra que necesitamos, principalmente fusiles y sables... Apetece íntimamente esta Suprema Junta la más estrecha unión y alianza con su inmortal nación y la tranquilidad de nuestro comercio con ella".

Lamentablemente, el apoyo británico a la independencia hispanoamericana se materializaría muchos años después. 
Enterado de los hechos de Quito el virrey de la Nueva Granada, Antonio Amar y Borbón, se reunió con los notables de Bogotá, para auscultar sus criterios. Los monárquicos le advirtieron del peligro que significaba la revolución quiteña, mientras que los criollos le insinuaron que formara una Junta Soberana. La reunión le sirvió para convencerse del peligro de una revuelta similar en la capital del virreinato, por lo que reforzó la seguridad en Bogotá y despachó hacia Quito 300 soldados para aplastar a la Junta Soberana. 
Los quiteños no obtuvieron apoyo de los pueblos cercanos. El 6 de octubre, un presionado Montúfar obligó a Ruiz de Castilla a abandonar el Palacio Real, donde vivía, y lo confinó en una quinta en Iñaquito, en las afueras de la capital.
La personalidad débil de Montúfar le hizo flaquear. Así la describió el historiador Pedro Fermín Cevallos:

"Don Juan Pío Montúfar, marqués de Selva Alegre, hijo de otro del mismo nombre y título que gobernó la presidencia desde 1753 hasta 1761, y que se había casado en Quito con doña Teresa Larrea; era un hombre de fina educación, de cortesanía y acaudalado, con cuya riqueza, liberalidades, servicios oficiosos y maneras cultas se había granjeado el respeto y estimación de todas las clases. Si como titulado e hijo de español había sido partidario de Fernando VII y decidido por su causa, como americano lo era más todavía de su patria que no quería verla ni en poder de los Bonapartes ni dependiente de la junta central de España, la oficiosa personera de la Presidencia. Pero asimismo, si como promovedor principal y arrojado partidario de la revolución se mostró muy aficionado a esta, mostrose más aficionado todavía a su propia persona e intereses particulares, pues, nacido y educado como príncipe, no tenía por muy extraño ni difícil seducir a sus compatriotas con el brillo de la púrpura, y encaminarlos, aunque independientes, bajo la misma forma de gobierno con la cual ya estaban acostumbrados. Quería, cierto, una patria libre de todo poder extranjero, a la cual había de consagrar sus afanes y servicios generosos, pero acaudillada por él o bajo su influjo, sin admitir competencias, gobernada en fin por su familia, sean cuales fueren las instituciones que se adoptaran, ni pararse en que habían de ser precisamente las monárquicas. Quería sobre todas las cosas, la independencia, y a fe que había acierto en este principio, puesto que con independencia recuperaba la patria su dignidad. El carácter del marqués, flaco por demás, contrastaba con sus fantásticos deseos, y carácter y deseos juntamente le llevaron dentro de poco a la perdición de sus merecimientos y fama."

Aunque se le considera sincero entusiasta de la independencia, no tuvo el liderazgo suficiente para continuar la lucha. El 12 de octubre de 1809 renunció a la presidencia, que recayó en otro aristócrata, José Guerrero, conde de Selva Florida. Pero la Junta tenía en sí misma el germen de su fracaso:

"Hombres acaudalados y mansos por demás; letrados que pensaban gobernar el pueblo por las reglas del derecho civil, y paisanos que, hechos soldados de la noche a la mañana, habían de sostener la guerra que de seguro iban a levantar los antiguos gobernantes, si no por las mismas reglas, por los principios más humanos y clementes; no debían ni podían durar otro tiempo que el absolutamente necesario para que los enemigos pudieran concertarse, reunirse y asomar por las fronteras de la provincia."

Finalmente, aislada y bloqueada, el 24 de octubre de 1809 la Junta no tuvo otra opción que devolver el mando al conde Ruiz de Castilla, negociando con él que no se tomarían represalias y permitiendo el ingreso a la ciudad sin resistir de las tropas coloniales de Lima y Bogotá.

## Persecución de los miembros de la Junta
Ruiz de Castilla se mostró contento de que le devolvieran "el mando que le confió la piedad del rey", pero en el marco de una junta provincial, obediente al virrey de la Nueva Granada y a la Junta Central de España. El viejo Conde retornó a su Palacio el 25 de octubre, entre los vítores de sus simpatizantes. En la cercana Ambato, el ejército de Melchor de Aymerich, con 2200 soldados se preparaba para ingresar a Quito. Pero Ruiz de Castilla le ordenó a Aymerich retonar con su ejército a Cuenca, mientras esperaba la llegada de 700 hombres procedentes de Guayaquil, al mando de Manuel Arredondo y Mioño, un oficial español hijo de uno de los virreyes del Río de la Plata, Nicolás Antonio de Arredondo. En total, los españoles tenían una fuerza militar de 3500 hombres sitiando Quito, por lo que Ruiz de Castilla simplemente disolvió la Junta, y restableció solemnemente la Real Audiencia de Quito, faltando a su palabra de manera escandalosa. 
Luego persiguió y encarceló a los cabecillas del 10 de Agosto, obligando a los otros miembros a huir y esconderse. Con la ciudad ocupada por el Ejército colonial de Arredondo, Ruiz de Castilla ordenó a la Audiencia el inicio de procesos penales contra todos los patriotas, que fueron detenidos en su mayoría, al menos lo que no tenían títulos nobiliarios. Al respecto precisa Pedro Fermín Cevallos:

"Los patriotas no habían dado un solo paso por subvertir el orden público: diremos más, no habían respirado ni cabía que respirasen bajo el ojo apasionadamente prevenido de Arredondo; y con todo, el 4 de diciembre, el presidente mandó prender a cuantos estaban comprendidos en ese pasado que ofreció olvidar. Fueron pues, aprehendidos y llevados al cuartel que hoy es el Colegio Nacional, los señores José Ascásubi, Pedro Montúfar, Salinas, Morales, Quiroga, Arenas, Juan Larrea, Vélez, Villalobos, Olea, Cajías, Melo, Vinuesa, Peña, los presbíteros Riofrío y Correa y otros menos notables hasta algo más de sesenta. El expresidente Montúfar logró escapar, como escaparon también otros, pero fueron perseguidos con tenacidad, y perseguidos principalmente por los americanos don Pedro y don Nicolás Calisto, don Francisco y don Antonio Aguirre, don Andrés Salvador, don Pedro y don Antonio Cevallos, Núñez, Tordecillas y otros de tan desleales compatriotas (...) El marqués de Selva Alegre, Ante y otros de los principales cabecillas lograron siempre salvarse.

Ruiz de Castilla decretó la pena de muerte para todos los que protegieran a los próceres, con este bando:

«En la ciudad de San Francisco de Quito a 4 de diciembre de 1809. El Excmo. señor conde Ruiz de Castilla, teniente general de estas provincias, etc., dijo: que habiéndose iniciado la circunstanciada y recomendable causa a los reos de Estado que fueron motores, auxiliadores y partidarios de la junta revolucionaria, levantada el día 10 de agosto del presente año, y siendo necesaria se proceda contra ellos con todo el rigor de las leyes que no exceptúan estado, clase ni fuero, mandaba que siempre que sepan de cualquiera de ellos los denuncien prontamente a este gobierno, bajo la pena de muerte a los que tal no lo hiciesen. A cuyo efecto y para que conste en el expediente, así lo proveyó etc. El conde Ruiz de Castilla.- Por S. E. Francisco Matute y Segura, escribano de S. M. y receptor»

El obispo de Quito, Cuero y Caicedo, un entusiasta de la independencia, denunció las irregularidades que la Audiencia y sus fiscales cometieron en todos los procesos ante el virrey de Santa Fe, sin éxito. En el proceso se recurrió a la tortura y la falsificación de documentos. El fiscal fue el propio Tomás de Arrechaga, nombrado pocos meses antes Protector de Indios de la Junta. El exmiembro del Senado quiteño pidió la pena de muerte para 46 personas y el destierro para 30 más. 
Ruiz de Castilla, como presidente de la Real Audiencia, debía dictar sentencia. Pero tras varias tribulaciones no lo hizo y se limitó a enviar el expediente de dos mil páginas al virrey de Santa Fe de Bogotá. Víctor Félix de San Miguel, un funcionario de la Audiencia, escoltado por soldados, partió la madrugada del 27 de junio de 1810 a Bogotá con el expediente. Según Pedro Fermín Cevallos, el expediente sobrevivió a la revuelta bogotana del 20 de julio de 1810 y se conserva en un archivo público de Colombia. 
Para aquel entonces, ya se sabía que estaba viajando hacia Quito Carlos Montúfar, quien había sido nombrado en España comisionado regio de Quito, y que probablemente absolvería a los patriotas enjuiciados. No obstante, la tensión aumentaba entre las tropas coloniales y los quiteños.

### Masacre del 2 de agosto de 1810

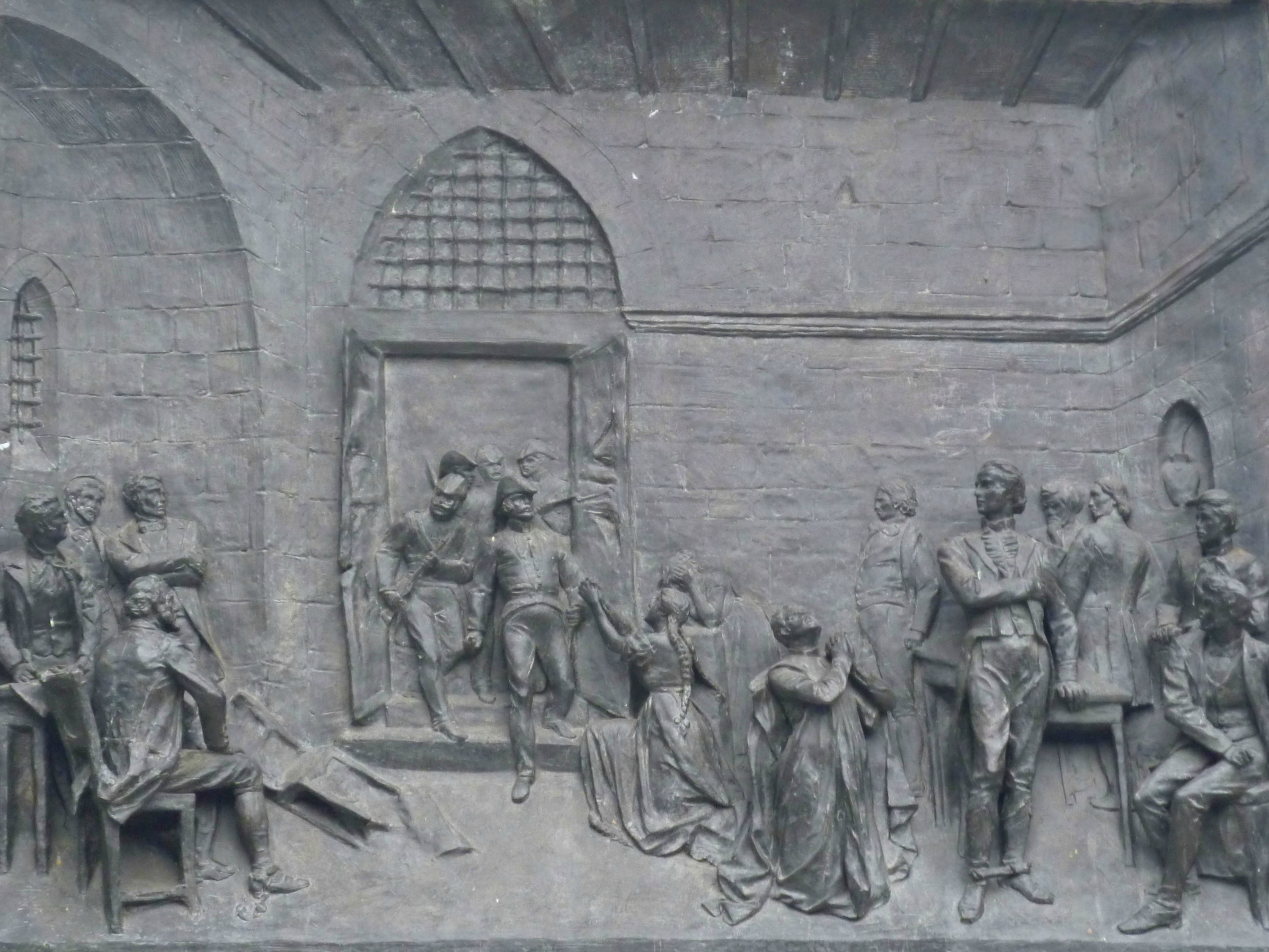
Relieve del Motín del 2 de agosto de 1810, parte del Monumento a la Independencia.

El 2 de agosto de 1810, se produjo un motín popular, conocido como Motín del 2 de agosto de 1810 con la intención de liberar a los presos. Historiadores como Pedro Fermín Cevallos creen que tras el motín estuvieron Morales y Salinas, que tramaron su liberación para evitar el protagonismo de la familia Montúfar, puesto que Carlos Montúfar estaba camino de Quito en calidad de comisionado regio. Otros, como Quiroga, desconocieron del intento, por lo que sus hijas que lo visitaban se vieron envueltas en la refriega. 
Los quiteños atacaron dos cuarteles: el Real de Lima, en la calle Espejo y el de Santa Fe, en la calle García Moreno, y una casa conocida como el Presidio, donde estaban detenidos los presos del pueblo.
Los soldados respondieron asesinando a los presos en los calabozos del piso alto, y luego salieron a la calle García Moreno a enfrentarse con la turba. Durante la tarde, se produjeron choques en los barrios de San Blas, San Sebastián y San Roque, mientras los soldados saqueaban las casas más ricas del centro. Entre 200 y 300 muertos y por los menos medio millón de pesos en pérdidas dejó la criminal represalia ordenada por Ruiz de Castilla y Arredondo.

### Medidas posteriores
Debido a la trascendencia de los sucesos acaecidos en Quito, los gobernadores españoles de la región tomaron medidas para detener la expansión de la noticia. Por ejemplo Vicente Emparán, capitán general de Venezuela, prohibió con pena de muerte la circulación de impresos procedentes de Quito, por lo que los patriotas caraqueños lo destituyeron y expulsaron del país en 1810. 
El Santo Oficio de la Inquisición con sede en Santa Fe de Bogotá, promulgó un decreto el 24 de diciembre de 1809, excomulgando a quienes tuviesen o leyesen proclamas, cartas o papeles de Quito, lo que pone en evidencia el temor que ocasionó en la capital de la Nueva Granada la noticia de la Revolución de Quito. La precaución, en todo caso, fue inútil, pues los bogotanos también se sublevaron contra las autoridades coloniales el 20 de julio de 1810, encabezados por criollos que siguieron con interés los sucesos quiteños.

## Trascendencia

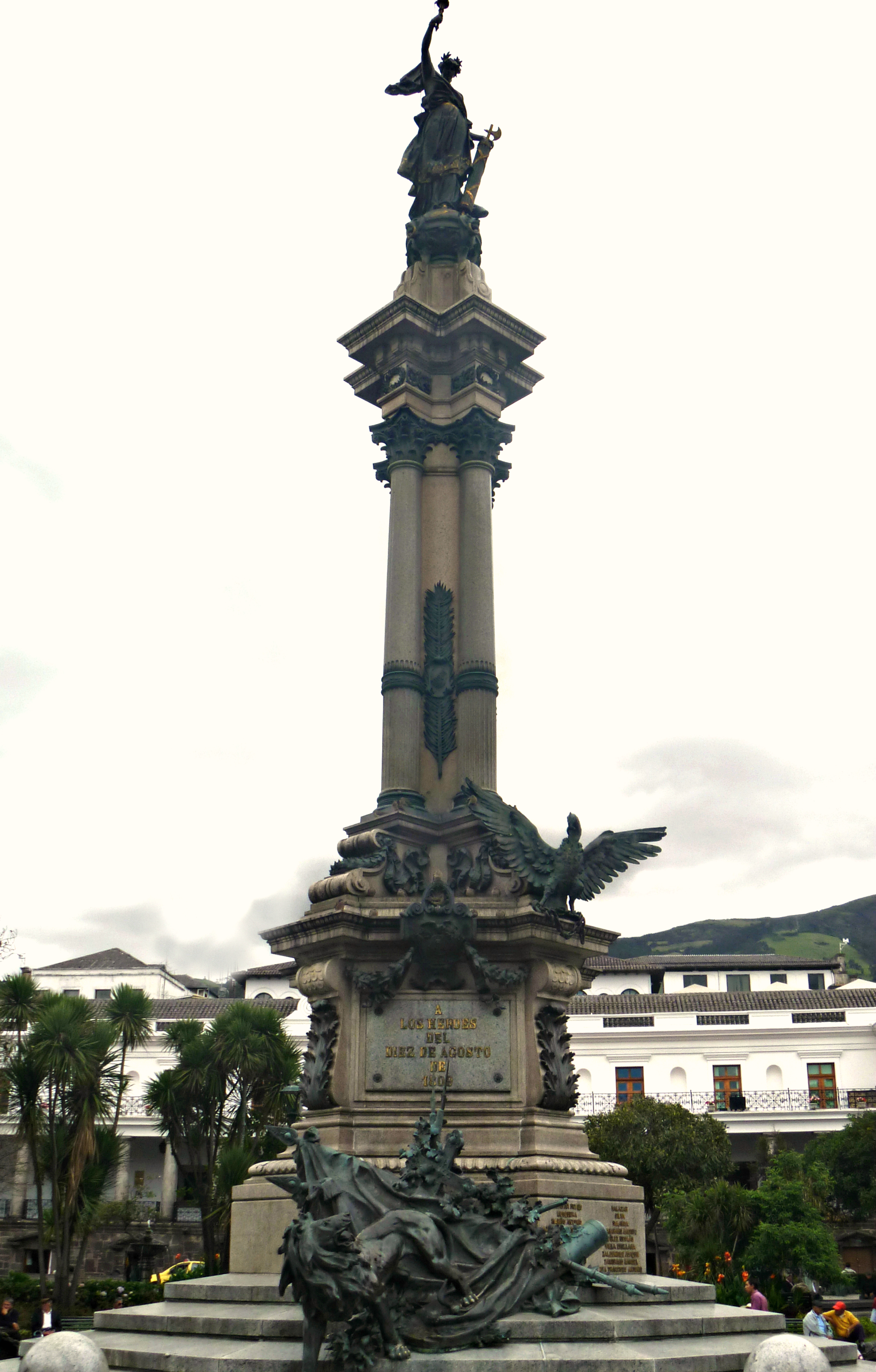
Monumento a los Héroes del 10 de agosto de 1809, en la Plaza Grande de Quito DM.

Los sucesos del Diez de Agosto y la posterior matanza ordenada por Ruiz de Castilla al año siguiente tuvieron amplia repercusión en la América Hispana, donde el movimiento libertario se extendía rápidamente. Algunos de los patriotas quiteños participaron en la formación de la Junta de Santiago de Chile el 18 de septiembre de 1810, como fue el caso de Camilo Henríquez. El pueblo chileno reconoció tiempo después el aporte, colocando en el faro de Valparaíso una placa en la que reconoce a Quito como "Luz de América". 
En Turicato, Michoacán (México), un grupo de vecinos se reunió para “platicar y conocer las cosas de Quito”, contribuyendo luego con la revuelta del cura Miguel Hidalgo y Costilla, prócer de la independencia mexicana. 
En contraste con otros procesos independentistas en otras ciudades ecuatorianas, en donde prácticamente no hubo derramamiento de sangre y se contó con el respaldo de fuerzas militares de los otros países de la región, ya para entonces fuertemente armadas, disciplinadas y preparadas y con apoyo de la Gran Bretaña, el Diez de Agosto produjo enormes pérdidas materiales y humanas para las principales ciudades de la Sierra ecuatoriana que se enfrentaron solas a las tropas de los virreyes de Lima y Bogotá.
Durante el siglo XIX, la República del Ecuador recordó el Diez de Agosto como su fecha fundacional. El presidente Gabriel García Moreno estableció en el Código Militar promulgado en su segunda administración hacia 1870 que cada aniversario "del primer grito de independencia que se dio en la capital de la República" se debía disparar una salva de cañón en honor de los próceres desde la cima de El Panecillo. 
Al adoptarse el Himno Nacional de Ecuador, escrito por Juan León Mera en 1865, se oficializó la estrofa que recuerda el Diez y el Dos de Agosto:

"Los primeros, los hijos del suelo/
Que, soberbio, el Pichincha decora/
Te aclamaron por siempre Señora/
y vertieron su sangre por ti/
Dios miró y aceptó el holocausto/
y esa sangre fue germen fecundo/
de otros héroes que atónito el mundo/
vio en tu torno a millares surgir."

En 1906, en el primer centenario del Diez de Agosto, el presidente Eloy Alfaro inauguró un monumento a los Héroes del Diez de Agosto, en el centro de la Plaza Grande, conocido como Monumento a la Independencia. La columna conmemorativa está rematada con una estatua de la libertad, a cuyos pies un león derrotado por un cóndor entre cadenas rotas representa a la Patria liberada de la dominación colonial. El monumento destaca también el Acta del Diez de Agosto y los nombres de los próceres en relieves de bronce.
Los presidentes ecuatorianos desde el siglo XIX juraron su cargo el diez de agosto, que es el día nacional que celebran las embajadas ecuatorianas en el exterior, además de la fecha de graduación de los oficiales del Ejército.
Con ocasión del Bicentenario del 10 de agosto, en Ecuador se organizaron varios eventos conmemorativos, como un desfile militar y conciertos de música popular, entre otros.
Aún no se ha determinado la ubicación real del acta original, pero se conoce dónde se encuentran tres copias manuscritas del mismo, dos que reposan en archivos históricos de la ciudad de Bogotá, y una en el Archivo Jacinto Jijón y Caamaño, de la ciudad de Quito.